# Julian Leszczyński (prokurator)
Julian Leszczyński, ur. jako Idel Leszczyński (ur. 30 września 1909 w Łowiczu, zm. 8 lutego 1985 w Warszawie) – polski prawnik, prokurator pochodzenia żydowskiego. Odpowiedzialny za poszukiwanie zbrodniarzy nazistowskich po II wojnie światowej.

## Życiorys

### Młodość i wykształcenie
Urodził się jako Idel (imię zmienił w 1948 roku), syn Abrama i Cywii z domu Riterband. Pochodził z majętnej i zasymilowanej rodziny żydowskiej. Miał trójkę rodzeństwa: braci Władysława, Stanisława i siostrę Gustawę. Gdy miał cztery lata zmarła jego matka, a jego i trójkę rodzeństwa wychowywał samotnie ojciec.
W młodości przez dwa lata uczył się w szkole ludowej, a w 1920 roku rozpoczął naukę w Gimnazjum im. księcia Józefa Poniatowskiego w Łowiczu. W 1928 roku zdał maturę i wstąpił na Wydział Prawa Uniwersytetu Warszawskiego, który ukończył w 1933 roku. Po ukończeniu studiów prawniczych chciał wstąpić również na Wydział Lekarski, jego podanie zostało jednak odrzucone w związku z numerus clausus. W 1938 roku zdał egzamin i został aplikantem w Sądzie Okręgowym w Warszawie, jesienią tego samego roku odszedł jednak ze stanowiska, jak sam pisał, z powodu presji wywieranej na nim przez Kazimierza Rudnickiego.

### II wojna światowa
W lutym 1940 roku jego ojciec zmarł na białaczkę. Pod koniec 1940 roku wraz z rodzeństwem trafił do getta warszawskiego, gdzie zakwaterowano ich przy ulicy Śliskiej 18. Niedługo potem, z racji „dobrego wyglądu” i znajomości języka niemieckiego, opuścił getto. Utrzymywał się następnie ze sprzedaży rodzinnego majątku, ze zdobytych pieniędzy organizując żywność dla uwięzionych bliskich. Później wyprowadzał również z getta swoich bliskich: żonę brata, Reginę i siostrę. Mieszkał w wynajętym pokoju przy ulicy Ateńskiej. Niedługo przed wybuchem powstania w getcie warszawskim udało mu się wyprowadzić z getta również braci.
W sierpniu 1944 roku, dwa tygodnie po wybuchu powstania warszawskiego, opuścił wraz z braćmi Warszawę, przekroczył linię frontu i wyjechał do Lublina. W Lublinie zaangażował się w działalność Centralnej Żydowskiej Komisji Historycznej pod kierownictwem Filipa Friedmana. Pod koniec stycznia 1945 roku zgłosił się do resortu sprawiedliwości przy Polskim Komitecie Wyzwolenia Narodowego i poprosił o zatrudnienie w sądownictwie specjalnym. W marcu tego samego roku otrzymał nominację na asesora i został delegowany do pracy w prokuraturze w Łodzi.

### Działalność po II wojnie światowej
Na początku maja 1945 roku wszedł w skład Głównej Komisji Badania Zbrodni Niemieckich w Polsce i jej łódzkiego oddziału. W maju 1945 roku wziął udział w pierwszym wyjeździe komisji do obozu zagłady w Chełmnie nad Nerem, brał także udział w oględzinach samochodu uznanego za mobilną komorę gazową, który odnaleziono w Kole. W tym samym miesiącu zajmował się zabezpieczeniem archiwum Centrali Przesiedleńczej w Łodzi, które polska administracja planowała zniszczyć.
W czerwcu 1945 roku ustalono, że wraz z sędzią śledczym Władysławem Bednarzem, będzie prowadził śledztwo w sprawie funkcjonowania obozu w Chełmnie. Jego wybór był prawdopodobnie podyktowany dobrą znajomością języka niemieckiego i jidysz. Protokół przesłuchania Mordechaja Podchlebnika sporządzony przez niego i Bednarza został wykorzystany przez Zofię Nałkowską do napisania opowiadania „Człowiek jest mocny” ze zbioru „Medaliony”. Jesienią tego samego roku otrzymał nominację na wiceprokuratora. W 1949 roku został, decyzją ministra Henryka Świątkowskiego, zwolniony z pracy w prokuraturze. Następnie pracował jako radca prawny Metra Warszawskiego, pomagał także historykom i dziennikarzom opisującym temat Zagłady Żydów, m.in. pomagał Krzysztofowi Kąkolewskiemu w przygotowaniu się do rozmowy z Rolf-Heinzem Höppnerem na potrzeby książki „Co u pana słychać?”, wynajmował także mieszkanie Martinowi Pollackowi.
W 1965 roku opublikował w Zagranicznym Biuletynie Informacyjnym Zachodniej Agencji Prasowej artykuł na temat Höppnera, na podstawie którego wszczęto przeciwko niemu śledztwo w prokuraturze w Bonn. Od końca lat 60. XX wieku przygotowywał pod kierunkiem profesora Tadeusza Cypriana rozprawę doktorską pt. „Geneza ludobójstwa hitlerowskiego w Polsce”. W 1970 roku bezskutecznie starał się o otwarcie przewodu doktorskiego na Uniwersytecie im. Adama Mickiewicza w Poznaniu. W 1979 roku na łamach Biuletynu Żydowskiego Instytutu Historycznego opublikował swój ostatni artykuł.
Zmarł 8 lutego 1985 roku, został pochowany na cmentarzu żydowskim w Warszawie.